# Гололобов, Пётр Васильевич
Пётр Васильевич Гололобов (1918—1974) — кораблестроитель, лауреат Ленинской премии, строитель кораблей на судостроительно предприятии «Севмаш»

## Биография
Пётр Васильевич Гололобов родился 14 июня 1918 года в деревне Приазовье Приазовского района Запорожской области Украины.
В 1941 году окончил Ленинградский кораблестроительный институт. По распределению был направлен в город Молотовск (ныне Северодвинск) Архангельской области на судостроительный завод «Завод № 402». Работал технологом, мастером, начальником участка, секретарём комитета ВЛКСМ, заместителем секретаря парткома, заместителем начальника цеха № 5.
В годы Великой Отечественной войны мастер корпусного цеха Гололобов обеспечил обработку металла и руководил выполнением судосборочных работ при ремонте ледоколов «Литке», «Сталин» и восстановлении сторожевого корабля «Бриллиант».
В 1954—1960 годах работал начальником цеха № 42 «Севмашпредприятия», затем начальником отдела строителей № 3. Непосредственно руководил работой цеха при строительстве первой в стране атомной подводной лодки проекта 627, освоением и серийным строительством атомных подводных лодок первого и второго поколений.
В 1959 году за создание первой в стране атомной подводной лодки проекта 627 П. В. Гололобову была присуждена Ленинская премия.
Скончался Пётр Васильевич Гололобов 11 марта 1974 года. Похоронен в Северодвинске на городском кладбище.

## Награды
- Орден Октябрьской Революции,
- Орден Красной Звезды
- Медали.